# Walter Vogl (Politiker)
Walter Vogl (* 11. Juni 1927 in Kufstein; † 29. Oktober 1996 in Salzburg) war Sozialversicherungsjurist, Landtagsabgeordneter und Dritter Präsident des Salzburger Landtages.

## Leben
Walter Vogl besuchte von 1933 bis 1938 die Volksschule und von 1938 bis 1946 die Oberschule für Jungen in Kufstein (Tirol). 1943 bis 1945 leistete er Kriegsdienst in der deutschen Wehrmacht und geriet einige Zeit in Kriegsgefangenschaft. Seine Matura holte er 1948 bei einem Abiturientenkurs an der Handelsakademie in Innsbruck nach. Anschließend studierte er bis 1953 Rechtswissenschaften an der Universität Innsbruck. Seine Gerichtspraxis leistete er 1953/54 am Bezirksgericht Kufstein und am Landesgericht Innsbruck. 1955 folgte die Promotion zum Dr. iur., 1980 die Sponsion zum Mag. iur.
Seine berufliche Karriere begann 1954 als Rechtsreferent bei der Land- und Forstwirtschaftlichen Sozialversicherungsanstalt in Salzburg. 1964 wurde er zum Direktor-Stellvertreter und 1971 zum Direktor derselben befördert. Von 1974 bis 1987 arbeitete Vogl als Landesstellendirektor der Sozialversicherungsanstalt der Bauern in Salzburg.

## Politische Laufbahn
Walter Vogl begann 1968, sich politisch zu engagieren. Von 1968 bis 1986 war er Landesobmann des Salzburger Seniorenbundes. Vom 22. Mai 1974 bis zum 2. Mai 1989 war er Abgeordneter zum Salzburger Landtag und von 1979 bis 1984 stellvertretender Klubobmann des ÖVP Landtagsklubs. Von 1984 bis 1989 war Vogl Dritter Präsident des Landtags. 1979 bis 1982 stand er der ÖVP-Fraktion als Obmann im Landesschulrat Salzburg vor.
Zudem engagierte er sich bei der Österreichischen Gesellschaft „Rettet das Kind“ als Vizepräsident, wirkte als Kurator des Schwarzen Kreuzes und von 1970 bis 1974 als Vizepräsident des Österreichischen Wohlfahrtsdienstes in Salzburg.
Für seine Arbeit wurde er 1985 mit dem Großen Goldenen Ehrenzeichen für Verdienste um die Republik Österreich und 1989 mit dem Großen Ehrenzeichen des Landes Salzburg ausgezeichnet.

## Schriften
- Ich wollte nie eine Rede halten. Verlag der Drucker Roser, Salzburg 1988.